# Labichthys
Genre
Labichthys est un genre de poissons téléostéens serpentiformes.

## Liste des espèces
- Labichthys carinatus Gill et Ryder, 1883
- Labichthys yanoi (Mead et Rubinoff, 1966)